# Pelican Stars FC
Pelican Stars Football Club of Calabar ist ein staatlicher nigerianischer Frauenfußballverein aus der Nigeria Women’s Premier League.

## Geschichte
Die Pelican Stars sind ein staatlicher Fußballverein des Cross River State der 1988 gegründet wurde. Das Team ist mit sieben Titeln der Rekordmeister der mittlerweile aufgelösten Women Professional Football League. Daneben gewann der Verein sechsmal den nationalen Pokal. Seit 2013 spielt der Verein in der neugegründeten semi-Professionellen Nigeria Women’s Premier League.

### Stadion
Der Verein trägt seine Heimspiele im U. J. Esuene Stadium aus, welches 12.000 Personen fasst.

## Bekannte Spielerinnen
- Victoria Aidelomon
- Mercy Akide, A-Nationalspielerin und Teilnehmerin an der Fußball-Weltmeisterschaft der Frauen 1995, Fußball-Weltmeisterschaft der Frauen 1999 und Fußball-Weltmeisterschaft der Frauen 2003
- Obidiya Alex Faith, ehemalige U-17 Nationalspielerin[9]
- Ajuma Ameh, A-Nationalspielerin und Teilnehmerin an der Fußball-Weltmeisterschaft der Frauen 2003
- Fubiana Briggs, A-Nationalspielerin und Teilnehmerin an der Fußball-Weltmeisterschaft der Frauen 2015
- Ann Chiejine, A-Nationalspielerin und Teilnehmerin an der Fußball-Weltmeisterschaft der Frauen 1999
- Ifeanyi Chiejine, A-Nationalspielerin und Teilnehmerin an der Fußball-Weltmeisterschaft der Frauen 2003
- Blessing Edoho, A-Nationalspielerin[10]
- Efioanwan Ekpo, A-Nationalspielerin und Teilnehmerin an der Fußball-Weltmeisterschaft der Frauen 2007
- Winifred Eyebhoria
- Christie George, A-Nationalspielerin und Teilnehmerin an der Fußball-Weltmeisterschaft der Frauen 2007
- Blessing Igbojionu, A-Nationalspielerin und Teilnehmerin an der Fußball-Weltmeisterschaft der Frauen 2003
- Chinwendu Veronica Ihezuo, ehemalige U-17 Nationalspielerin[11]
- Ulunma Jerome, A-Nationalspielerin und Teilnehmerin an der Fußball-Weltmeisterschaft der Frauen 2007
- Alaba Jonathan, A-Nationalspielerin und Teilnehmerin an den Olympischen Sommerspielen 2008
- Uchenna Kanu, A-Nationalspielerin und Teilnehmerin an der Fußball-Weltmeisterschaft der Frauen 2015
- Yinka Kudaisi, A-Nationalspielerin und Teilnehmerin an der Fußball-Weltmeisterschaft der Frauen 1999
- Perpetua Nkwocha, A-Nationalspielerin und Teilnehmerin an der Fußball-Weltmeisterschaft der Frauen 2003 und Fußball-Weltmeisterschaft der Frauen 2007
- Lovina Okafor
- Celestina Onyeka, A-Nationalspielerin und Teilnehmerin an der Fußball-Weltmeisterschaft der Frauen 2003
- Ogechi Onyinanya, A-Nationalspielerin und Teilnehmerin an der Fußball-Weltmeisterschaft der Frauen 2003
- Eberechi Opara, A-Nationalspielerin und Teilnehmerin an der Fußball-Weltmeisterschaft der Frauen 2003
- Ugochi Opara, A-Nationalspielerin und Teilnehmerin an der Fußball-Weltmeisterschaft der Frauen 2003
- Amarachi Orjinma
- Esther Sunday, A-Nationalspielerin
- Windapo Tobi[12]
- Olaitan Yusuf, A-Nationalspielerin und Teilnehmerin an der Fußball-Weltmeisterschaft der Frauen 2003
- Mercy Vincent
- Chioma Wogu[13]

## Trainer
- Abdullahi Biffo (2010)
- Egan Adat (2011–2012)[14]
- Obi Ogbele (2012)[15]
- Hakeem Busari (2013)[16]